# Reacción antígeno-anticuerpo
La reacción antígeno-anticuerpo (Ag-Ac) es una de las reacciones moleculares angulares en la respuesta inmunitaria del organismo. El concepto se refiere a la unión específica de un anticuerpo con un antígeno para inhibir o demorar su toxicidad.
El acoplamiento estructural entre las macromoléculas se realiza gracias a varias fuerzas débiles que disminuyen con la distancia, como los puentes de hidrógeno, las fuerzas de Van Der Waals, las interacciones electrostáticas y las hidrofóbicas. El reconocimiento Ag-Ac es una reacción de complementariedad, por lo que se efectúa a través de múltiples enlaces no covalentes entre una parte del antígeno y los aminoácidos del sitio de unión del anticuerpo. La reacción se caracteriza por su especificidad, rapidez, espontaneidad y reversibilidad.los antígenos son buenos

## Características

### Especificidad
Capacidad del anticuerpo de unirse al antígeno que lo estimuló a través del epítopo o determinante antigénico mediante uniones intermoleculares débiles. La unión dada por la especificidad es muy precisa y permite distinguir entre grupos químicos con diferencias mínimas a pesar de su similitud; además, permite la detención de un solo antígeno. Por ejemplo permite distinguir entre albúmina de un organismo a otro a pesar de que la variabilidad en los parátopos sea mínima.

### Rapidez
La velocidad con que ocurre la primera etapa de la reacción Ag-Ac es del orden de milésimas de segundo, y está limitada únicamente por la difusión. La segunda etapa, que es más larga, incluye todas las manifestaciones que se presentan como consecuencia de la interacción, tales como precipitación, aglutinación, neutralización, etc.
esto es muy importante.

### Espontaneidad
La reacción Ag-Ac no requiere energía adicional para efectuarse.

### Reversibilidad
Dado que la reacción se debe a fuerzas no covalentes, es reversible y, en consecuencia, se ve afectada por factores como la temperatura, la proporción de Ag-Ac, el pH y la fuerza iónica.